# 加登普萊恩鎮區 (堪薩斯州塞奇威克縣)
加登普萊恩鎮區（英語：Garden Plain Township）為美國堪薩斯州塞奇威克縣轄下的鎮區。2010年美国人口普查中此鎮區人口有1,838人。

## 地理
加登普萊恩鎮區涵蓋總面積為92.4平方（35.68平方英里），其中陸地面積為92.3平方（35.62平方英里），水域面積為0.16平方（0.06平方英里）或0.17%。海拔高度452（1,483英尺）。

## 人口統計
根據2010年美國人口普查，加登普萊恩鎮區人口有1,838人，其中男性有915人，女性有923人，人口密度為每平方公里19.90人，住房計657戶。鎮區內的白人有1,799人，非裔美國人有7人，美洲原住民有6人，亞裔美國人有2人，太平洋島裔美國人有0人，其他種族有5人，混血種族則有19人。此外鎮區內有23人為西班牙裔或拉丁裔美國人。此鎮區之年齡中位數為37.7歲，而男性年齡中位數為37.9歲，女性年齡中位數為37.2歲。

## 交通

### 主要公路
- 400號美國國道